# George Iannescu
George Iannescu (născut ca Gheorghe Enescu, n. 8 martie 1856, Voloiac, România – d. 1948) a fost un general de brigadă român.

## Biografie
A absolvit liceul în anul 1877, fiind coleg cu Nicolae Titulescu. A participat cu școala militara la unele acțiuni de luptă în timpul Războiului de Independență al României (1877-1878).
În 1890 a fost avansat la gradul de maior și numit profesor de geografie militară la Școala Superioară de Război. Anul viitor a fost avansat la gradul de colonel. În 1896 a fost subdirector la Institutul Geografic al Armatei.
După demisia lui Constantin I. Brătianu în 1906, între 1907-1910 a condus Institutul Geografic al Armatei; apoi Serviciul Geografic al Armatei, structura care, în plus față de vechiul Institut Geografic al Armatei, a răspuns de funcționarea secțiilor geografice la nivelul marilor unități militare (divizii și brigăzi).
În 1912-1915 a avut funcția de mare onoare de președinte al Secției de Geografie Militara a Societății Regale Române de Geografie.
La 1 octombrie 1915, George Iannescu a fost trecut în rezervă.
A colaborat la  Enciclopedia Română, vol. I-III, în probleme militare.

## Premii și decorații
- 1891-1892 - ordinul „Steaua României” clasa a V-a pentru participarea la Războiul de Independență al României[2]
- 1891-1892 - ordinul „Coroana României” cu grad de ofițer pentru participarea la Războiul de Independență al României[2]
- 1894 - medalia „Bene-Merenti” clasa I[2]
- 1896 - ordinul „Franz Joseph” în grad de comandor, primit chiar de la împăratul Franz Joseph al Austriei[2]
- 1912 - ordinul „Steaua României” în grad de comandor[2]